# Graceland (chanson)
Singles de Paul Simon
You Can Call Me Al
(1986) The Boy in the Bubble
(1987)
Graceland est une chanson de l'auteur-compositeur-interprète américain Paul Simon, la chanson-titre de son album studio Graceland sorti le 25 août 1986 sur le label Warner Bros. Records.
Sortie en single (sur le label Warner Bros. Records) plus tard dans la même année, la chanson a débuté à la 92e place du Hot 100 du magazine musical américain Billboard dans la semaine de 6 décembre 1986 et a atteint la 81e place pour la semaine du 10 janvier 1987, passant en tout 7 semaines dans le chart,.
En 2004, le magazine musical américain Rolling Stone a classé cette chanson, dans la version originale de Paul Simon, 485e sur sa liste des « 500 plus grandes chansons de tous les temps ». (En 2010, le magazine rock américain a mis à jour sa liste, et la chanson n'y figure plus).

## Composition
La chanson a été écrite et l'enregistrement a été produit par Paul Simon lui-même. Comme pour tout l'album, les musiques ont été composées avant les paroles et il a essayé d'innover en reprenant le mot du couplet dans le refrain.

## Sens des paroles
L'auteur y décrit un voyage vers le Sud des Etats-Unis, en compagnie de son fils, traversant le delta du Mississipi (qui brille comme une "National guitar"), à travers les champs de bataille de la guerre de Sécession, en direction de Graceland, la résidence d'Elvis Presley. Mais selon l'auteur lui-même, il s'agit davantage d'évoquer un "état de grâce" plutôt qu'un voyage réel qu'il n'a pas fait. Les couplets de la chanson ne doivent pas être sur-interprétés : ainsi, la fille de New York décrite comme "human trampoline" est une image qui est venue à Paul Simon quand il passait devant le museum d'histoire naturelle. Paul Simon trouve lui-même "les paroles absurdes et sans aucun lien avec la musique".
L'allusion à son fils qui l'accompagne, "fils de son premier mariage" et les couplets sur l'amour perdu ont pu évoquer à certains la référence à son divorce récent avec l'actrice Carrie Fisher. Mais L'auteur ne mentionne pas ce sens dans le documentaire dédié à la réalisation de l'album.

## Reprises
La chanson a été notamment reprise par Willie Nelson, dont la version a atteint la 70e place du classement country (Hot Country Singles & Tracks) de Billboard en 1993.

## Sources
Paul Simon: Under African Skies, Joe Berlinger, Radical Media, A+E Networks, 2012, diffusé sur Arte le 27/02/2016 ("Paul Simon, Graceland - Retour aux sources africaines")